# Waireia
Waireia is een monotypisch geslacht uit de orchideeënfamilie, onderfamilie Orchidoideae.
De enige soort van dit geslacht, Waireia stenopetala, is een terrestrische orchidee afkomstig uit de gematigde, montane gebieden van Nieuw-Zeeland.

## Naamgeving en etymologie
De botanische naam Waireia is afgeleid van het Maori wai (water) en rei (moerassige grond), naar de favoriete standplaats van deze planten.

## Kenmerken
Waireia heeft een korte, rechtopstaande, onvertakte, vlezige stengel met één zittend, smal ovaal, vlezig blad aan de basis en één smaller blad hogerop de stengel, en één of enkele bloemen aan de top van de stengel, ondersteund door schedevormige, vliezige schutbladen.